# ハサヴユルト協定
ハサヴユルト協定（ロシア語: Хасавюртовские соглашения、チェチェン語: Хаси-Эвлан барт
）は、ロシアの一部を構成していたチェチェン共和国が独立するのを阻止するために、1994年末からボリス・エリツィン政権下のロシア連邦が大規模に軍事介入した第一次チェチェン紛争における停戦協定。チェチェン共和国のジョハル・ドゥダーエフ大統領の死後、ロシアとチェチェン共和国との間で1996年に結ばれた。5年間の独立凍結をすることで1996年8月に合意した。ロシア軍は1997年に撤兵した。ハサヴユルト合意とも呼ばれる。
政治学者の廣瀬陽子は、ロシアはこの合意を屈辱的だと考え、復讐の機会を狙っていたと主張している。